# Pelecopsis alticola
Pelecopsis alticola là một loài nhện trong họ Linyphiidae. Chúng được Lucien Berland miêu tả năm 1936.

## Phân loài
- Pelecopsis alticola elgonensis Herman Theodor Holm, 1962
- Pelecopsis alticola kenyensis Herman Theodor Holm, 1962
- Pelecopsis alticola kivuensis František Miller, 1970